# Aak (schip)
Een aak (verouderd: aakschuit) is een groot en meestal stevenloos vaartuig voor gebruik op de binnenwateren en grote rivieren. In het Fries wordt er een klein roei- of zeilvaartuig, bestemd voor de visserij mee bedoeld.

## Kenmerken
De hoofdkenmerken van een aak zijn een platte bodem die voor en achter omhoog is gebogen en dan maar weinig smaller wordt, en hoekige kimmen en boegen. Na de overgang van hout naar ijzerbouw werden de kimmen ronder en de boegen voller.
Een moderne uitvoering met eigen motor is de rijnaak.
De elementaire vormen van de aak zijn nog terug te vinden in de duwbakken in gebruik op de rivieren en kanalen en de nog vaak gebruikte dekschuiten van de aannemers van waterwerken.

## Historie
De aak is ontstaan als een gesleept rivierschip, net als de hulk. Het was en is bedoeld voor het vervoer van grote hoeveelheden vracht, wat nu bulkgoederen wordt genoemd. Door de lange smalle vorm en het brede roer kon het met de stroom mee afzakken en stroomopwaarts worden gesleept. Daartoe was op het voorschip een korte stevige mast geplaatst om de sleepkabel aan te bevestigen. Het is in de 16e en 17e eeuw erg veel gebruikt en werd veel gebouwd in Duitstalig gebied. Daar werden zij keen genoemd.
De aak als vissersschip van de Zuiderzee en de Wadden komt voor het eerst voor in 1798 maar zijn geen aken in deze betekenis. Zij hebben ook niet de bovengenoemde kenmerken, maar zijn dan ook een mengvorm van de schokker en de rondgebouwde Friese scheepjes als de boeier, zie rondbouw.

## Soorten

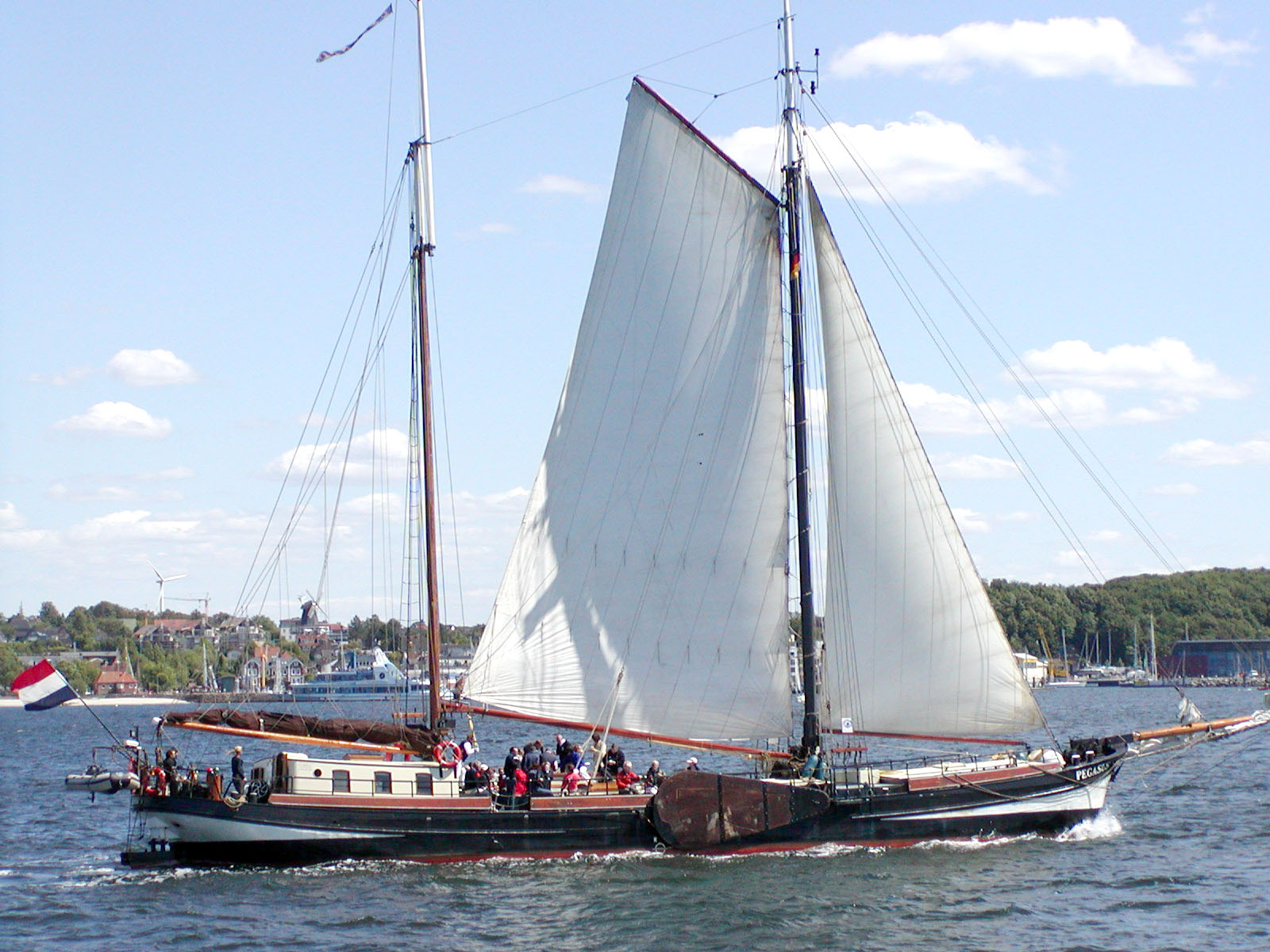
Klipper

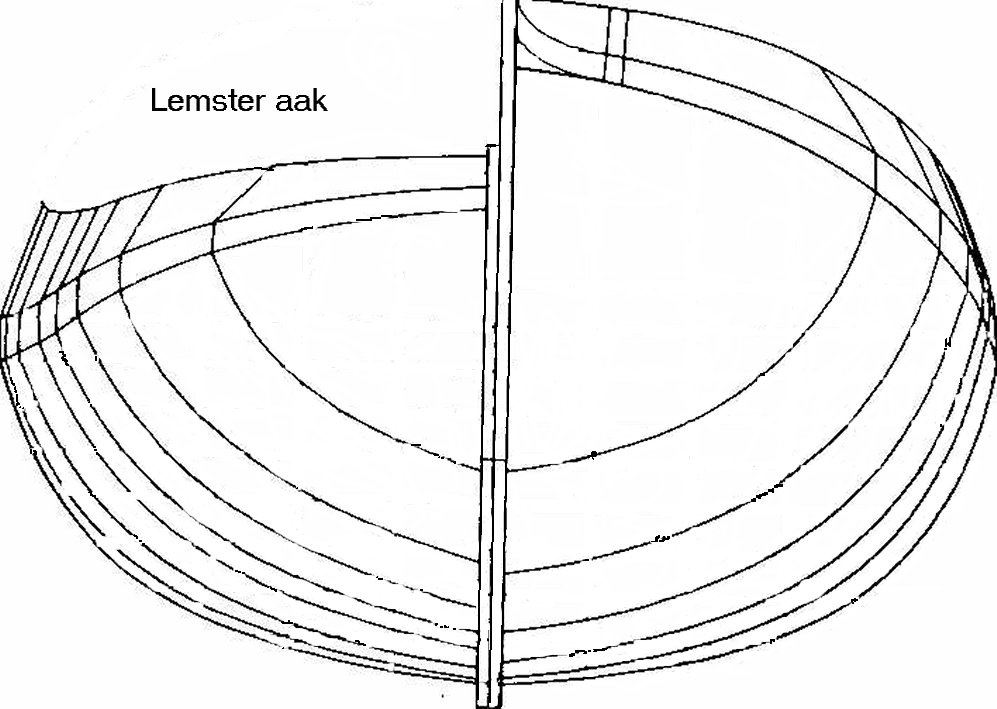
Lemsteraak

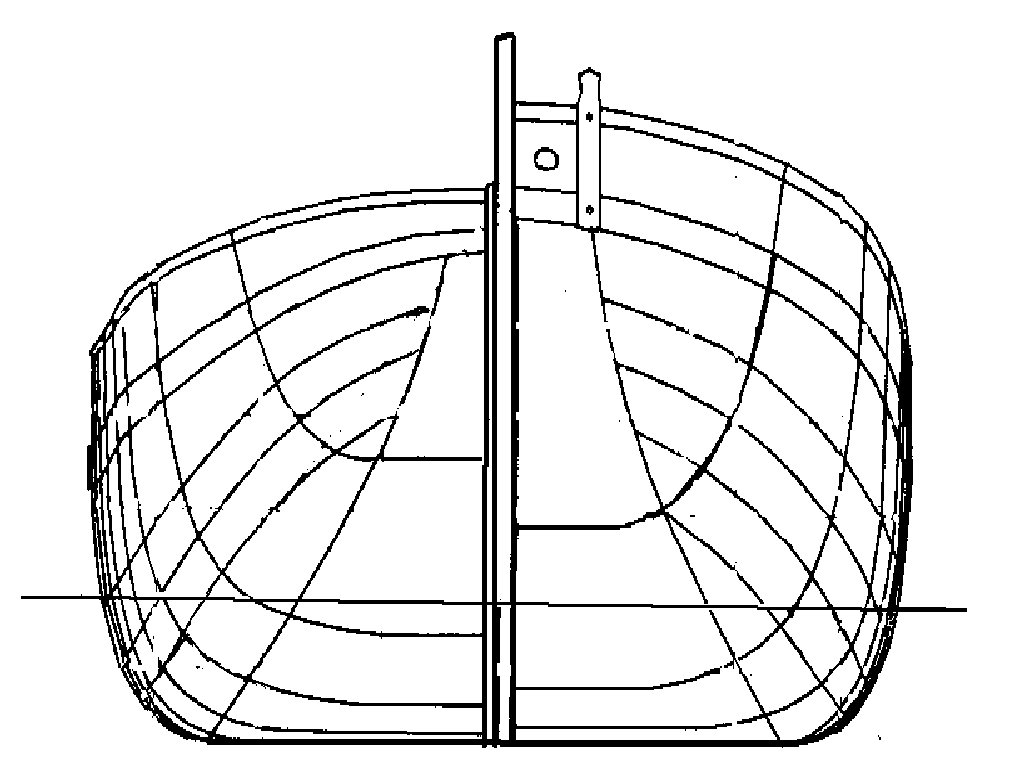
IJsselaak

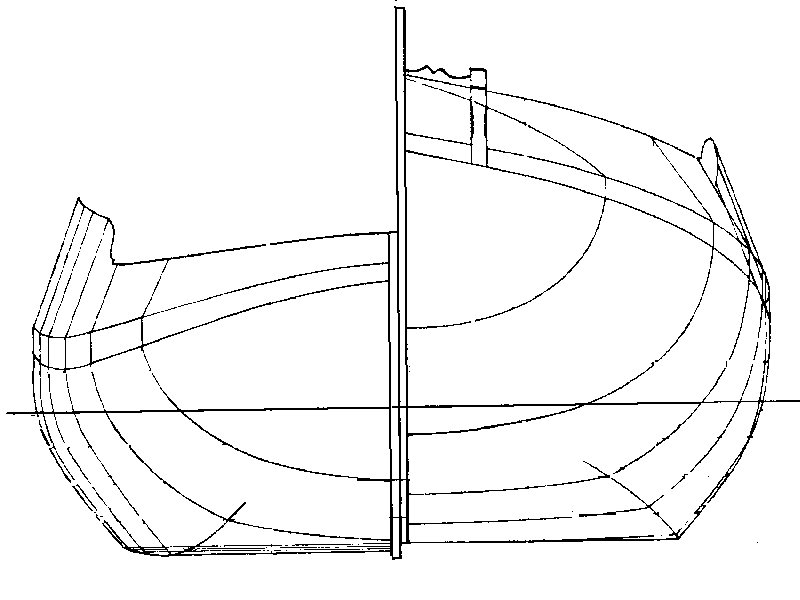
Wieringeraak

De naam aak wordt vaak gebruikt voor schepen die helemaal geen aak zijn. Dit was en is vaak afhankelijk van het tijdvak en de streek. Er zijn wel heel veel verschillende soorten schepen gebouwd, met uiterlijke kenmerken die zowel aan een aak als aan een ander schip deden denken. Dat werd dan in de naam tot uiting gebracht.
- Balant: een uit de Elzas afkomstig kanaalschip, kleiner dan de herna en de spitsbek (mignole).
- Beitelaak: ook beytel genoemd, rivier en kanaalschip van de Belgische en Noord-Franse streek.
- Boeieraak: vissersschip van de Zeeuwse wateren, maar iets ronder van bouw dan de daar gangbare schepen als de hoogaars en de hengst.
- Dekaak: ander woord voor dekschuit.
- Dorstenseaak: genoemd naar het Duitse Dorsten. Kenmerkend zijn de vloeiende lijnen.
- Hasselteraak: een ijsselaak van wat kleinere afmeting, gebouwd in de streek van Zwolle en Hasselt.
- Herna: bijna uitsluitend in België, eerst in hout maar later in ijzer gebouwd kanaalschip lang en hoekig van bouw. Ontwikkeld uit de walenmajol, werd zelden gezeild, maar meestal gejaagd.
- Klipperaak: riviervrachtschip met een klippersteven, het middenschip van een aak (platte bodem) en het ronde achterschip van een tjalk. In de volksmond een klipper met paardenkont genoemd.
- Lemsteraak: een als jacht uitgevoerde palingaak. Wordt nog steeds als recreatievaartuig gebouwd. Hij is rond 1880 ontstaan uit de Friese palingaak die veel ouder is. Het schip van prinses Beatrix, de Groene Draeck is een lemsteraak.
- Mignole of spitsbek: een kleine herna.
- Palingaak: vissersschip ontwikkeld in Friesland. De kleinere werden op de meren gebruikt voor de palingvangst en werden gewoon schuit genoemd. De grotere werden gebruikt voor de visserij in het waddengebied. De grootste uitvoering hiervan werd gebruikt om levende paling vanuit Nederland en Denemarken naar Londen te brengen. Dit is al vermeld op de "Ïnformacie upt stuck der verpondinghe" uit 1514. Het was uitgerust met een voor die tijd zeer modern uitgevoerd bezaantuig. In de collectie van het Zuiderzeemuseum bevindt zich een palingaak van ruim 20 meter.
- Rijnaak: met deze term wordt vaak elk binnenvaartschip aangeduid. Alleen onder historische vaartuigen en varende monumenten zijn nog rijnaken te vinden.
- Samoreus: ook Keulenaar, een grote in de streek van Keulen gebouwde rijnaak. Heeft de ontwikkeling naar de gemotoriseerde vaart doorlopen.
- Schoeneraak: een aak met een schoenertuig. Alleen de grote (20 meter) aken hadden genoeg stabiliteit om dit tuig te varen. Ze konden dan met een hoge deklast varen, met hoog opgegeidzeil en de gaffel-topzeilen. De schoeneraak werd tot de invoering van de speciaal voor de motorvoortstuwing gebouwde schepen (zoals de luxe motor) gebruikt als vrachtschip op de grote rivieren van Nederland.
- Stevenaak: aak met los aangezette steven (niet op steven gebouwd).
- Visaak: scheepje van 7-9 meter met een eenvoudige schuine opbouw voor de strijkbare mast, zodat de visser met zijn hulp ook langere tijd op de boot kon verblijven. Werd veelal in het Friese merengebied gebruikt voor de visvangst. Zowel in metaal als hout.
- Wieringeraak: een groot (meer dan 10 meter) vissersschip gebruikt door de vissers van het voormalige eiland Wieringen. Het was korter maar breder dan de lemsteraak en had een platte bodem, om droog te kunnen vallen.
- IJsselaak: een rondgebouwde aak in gebruik in het stroomgebied van de Hollandse IJssel.
- Zandaak: schip of scheepje dat op de benedenloop van de grote Nederlandse rivieren werd gebruik voor baggerwerkzaamheden en grindwinning. Voor dit doel werden oudere schepen aangekocht uit het hele land van alle types en maten, die door de nieuwe gebruikers dan steevast als zandaak aangeduid werden.